# Names
Els names o poble Nama (en les fonts més velles també anomenats Namaqua) és un grup ètnic africà de Sud-àfrica, Namíbia i Botswana. Tradicionalment parlen la llengua nama de la família lingüística Khoe-Kwadi, tot i que molts names també parlen afrikaans. El nama és el grup més gran dels khoikhois, la majoria de qui en gran part ha desaparegut com a grup, excepte els names. Molts dels clans names viuen a Namíbia Central i els altres grups més petits viuen a Namaqualand, el qual avui s'ubica a la frontera de Namíbia amb Sud-àfrica.

## Història

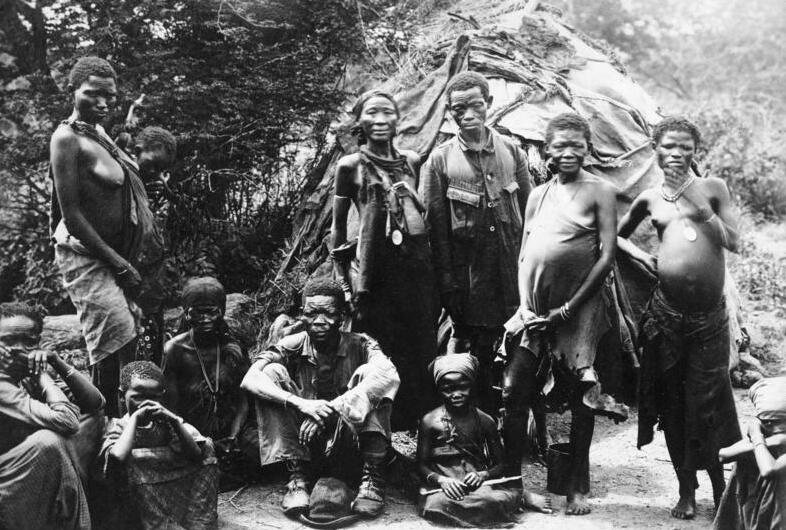
Grup nama davant d'una cabana.

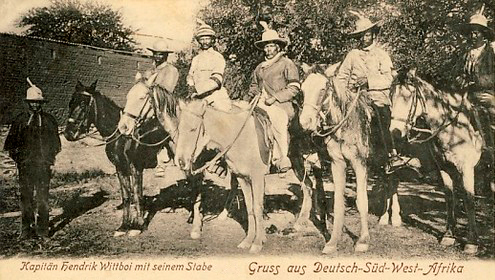
El cap Hendrik Witbooi (centre) i els seus companys

Per milers d'anys, els pobles khoisan de Sud-àfrica i Namíbia del sud van mantenir una vida nòmada.
De 1904 a 1907, els alemanys, qui havien colonitzat la moderna Namíbia van fer la guerra contra els pobles nama i herero, dirigint el genocidi herero i namaqua en el que van matar com a mínim 80% dels names i hereros. Això va ser motivat pel desig alemany d'establir una colònia prospera que va requerir desplaçar els indígenes de la seva terra agrícola. Els grans ramats de bestiar van ser confiscats i els names i hereros van ser conduïdes al desert i en alguns casos internats en camps de concentració a la costa, per exemple a l'illa de Shark. A més, els names i hereros van ser forçats a treball com esclaus per construir ferrocarrils i per cavar a les mines de diamants durant la febre del diamant.
Tanmateix, en els anys 1920 es van descobrir diamants a la boca del riu Orange, i els prospectors van començar a moure's allà, establint ciutats a Alexander Bay i Port Nolloth. Això va accelerar l'apropiació de les terres tradicionals que havia començat força abans en el període colonial. Sota l'apartheid, van restar com a pastors i van ser animats per abandonar el seu estil de vida tradicional a favor de la vida als pobles.
Els names al principi vivien al voltant del riu Orange, al sud de Namíbia i a Sud-àfrica del nord. Els primers colons es van referir a ells com Hottentots. El seu nom històric alternatiu, "Namaqua", senzillament es forma de l'addició del sufix de llengua "-qua/khwa" en idioma khoekhoe, que significa "persones" (trobat en els noms d'altres nacions d'Àfrica del Sud com el poble griqua).
El 1991 una part de Namaqualand ("casa dels names" i una de les darreres i autèntiques àrees salvatges de Sud-àfrica) va ser anomenat el Parc Nacional Richtersveld. El desembre de 2002, les terres ancestrals, incloent el parc, van ser retornades a la comunitat i els governs de Sud-àfrica i Namíbia van acordar crear un parc trans-fronterer des de la costa de l'oest d'Àfrica del sud a l'interior de desert, absorbint el Parc Nacional Richtersveld. Avui, el Parc Nacional Richtersveld és un dels pocs llocs on les tradicions originals names sobreviuen. Aquí, els names es mouen amb les estacions i parlen la seva llengua. El habitatge tradicional nama – el |haru oms, o cabana coberta d'estora portable – protegeix contra el sol abrasador, i és fàcil de moure quan la terres de pastura esdevenen escasses.
A la caiguda del segle xix, els Oorlam usurparen terres a Namaqualand i Damaraland. Ells descendien dels indígenes khoikhoi però era un grup que es va barrejar amb esclaus de Madagascar, India, i Indonèsia. Després de dos segles d'assimilació a la cultura nama, molts oorlams avui consideren la llengua Khoikhoigowab (Damara/Nama) com la seva llengua materna. La distinció entre names i oorlams gradualment ha desaparegut amb el temps a una situació on són avui considerats un sol grup ètnic, malgrat els seus orígens diferents.

## Cultura

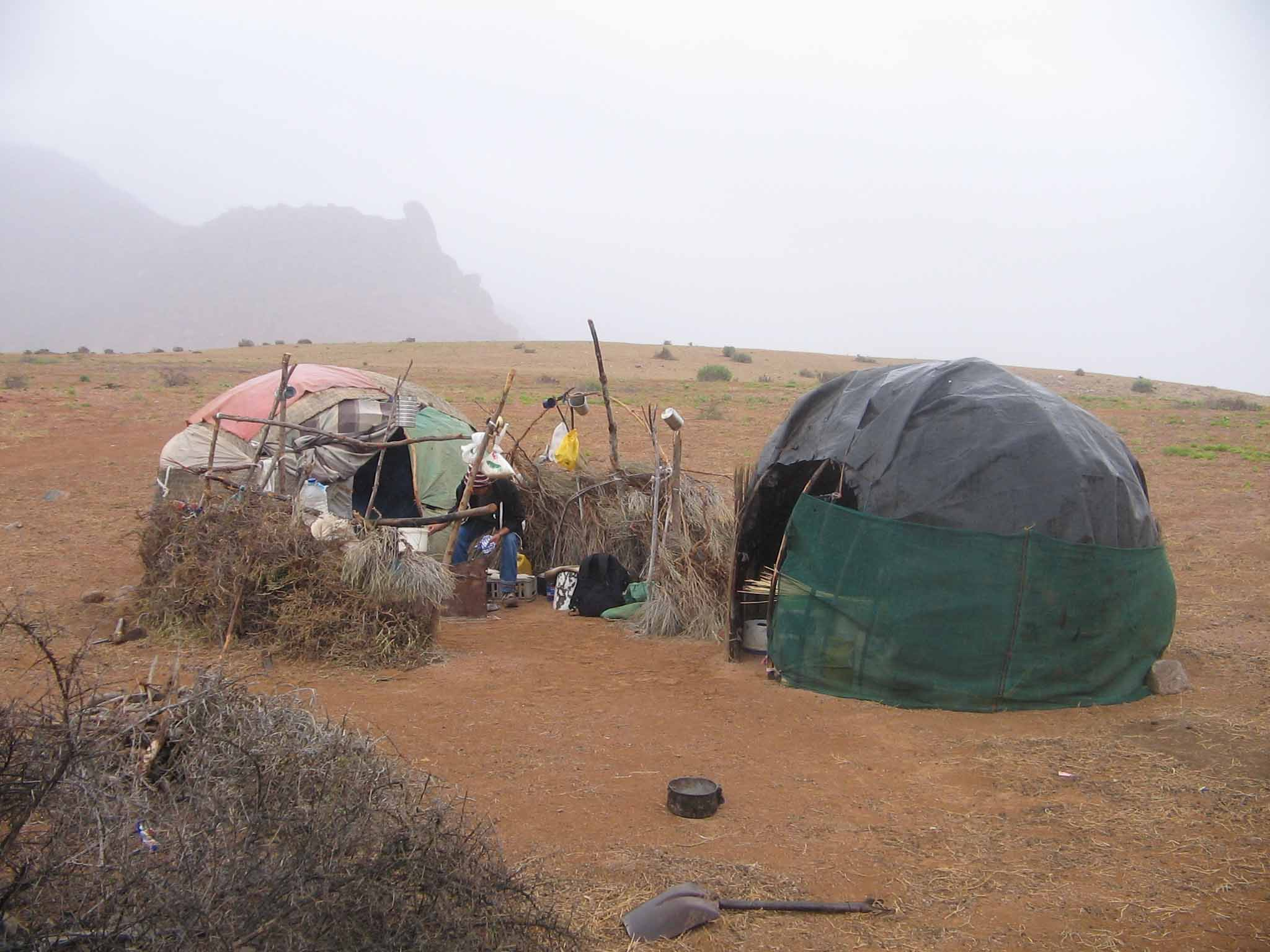
Cabanes names

En general els names pràctiquen una política de propietat de terra comunal. Música, poesia i història oral és molt important en la cultura nama i moltes històries han estat passades oralment a través de les generacions.
Els names tenen una cultura que és rica en les habilitats musicals i literàries. Música tradicional, contes populars, proverbis, i poesia d'elogi ha estat expressada per generacions i forma la base de bona part de la seva cultura. Són coneguts per les habilitats que inclouen el treball del cuiro, pells i estores, instruments musicals (com flautes), joies, olles d'argila, i contenidors carei de pólvora.
El vestit tradicional dels names les dones porten vestits llargs, vestits formals que s'assemblen a la moda tradicional victoriana. El llarg dels vestits va ser desenvolupat de l'estil dels missioners en els anys 1800, i aquesta roba tradicional és avui una part integral de la cultura de la nació nama.
En gran part han abandonat la seva religió tradicional degut als sostinguts esforços de missioners cristians (i ara musulmans). La majoria dels names dins Namíbia avui és cristiana amb una petita minoria musulmana.

### Ritual de casament

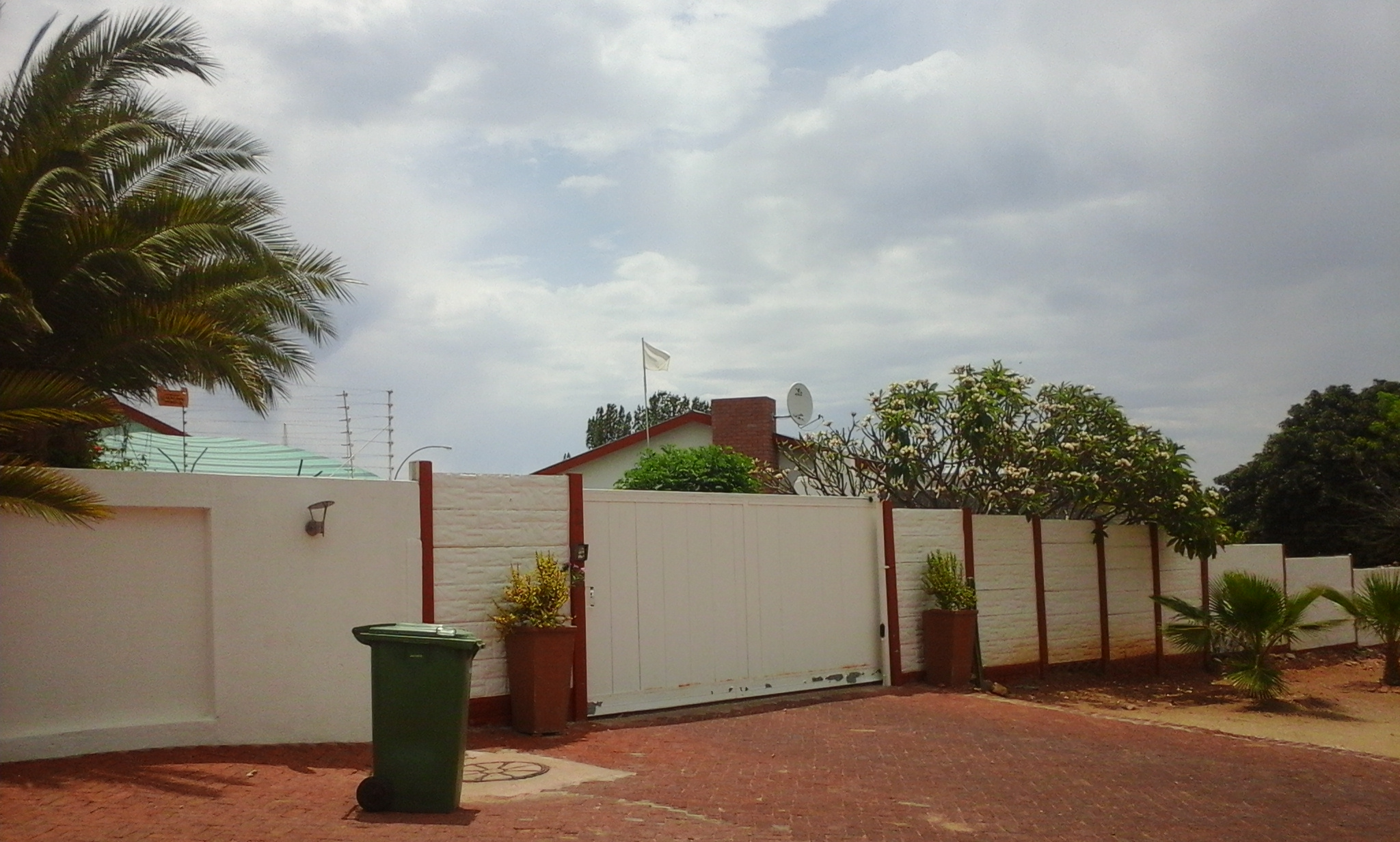
Una casa a Windhoek Hochland suburbi de Park. La bandera blanca indica que hi ha acords matrimonials.

Els names tenen un ritual de casament complicat. Primer l'home ha de parlar de les seves intencions amb la seva pròpia família. Si estan d'acord, li aconsellaran de la dot per preguntar la família de la núvia i llavors acompanyar-lo al lloc on viuen. La recepció al lloc de residència de la núvia és preparat abans de l'arribada del futur marit, per la família de la núvia, pells d'animals són posades fora en les cantonades pels diferents grups per seure i parlar.
La família del nuvi demana obrir la porta. Si això és concedit, el nuvi és interrogat sobre detalls de la núvia, incloent les circumstàncies de la seva primera reunió i com identificar les seves marques de cos per estar segurs que saben prou un de l'altre. Si la núvia és embarassada o ja té nens del seu marit futur o algú més, la núvia és sotmesa a la "cerimònia de la porta" per netejar-la (es mata i consumeix una cabra blanca). Després de diversos dies el ritual de casament continua al revés; les visites familiars de la núvia al clan del nuvi. Si tot és a satisfacció dels dos clans, s'anuncia el dia de compromís.
Al compromís, la família del nuvi porta animals vius a la casa familiar de la dona. Els animals són sacrificats, i penjats damunt tres pals, i cada part és oferta a la família de la núvia. Altres elements com les bosses de sucre o farina són només ofertes en quantitats de dos o quatre per indicar que sempre hi haurà abundància alimentaria. Aquest procés és també celebrat en invers a la casa familiar de l'home. Les banderes blanques són muntades en les cases d'ambdues família que no poden ser abaixades fins que se les emporta el vent.
Les preparacions del casament poden durar fins a un any. La família del nuvi fa un regal a la mare de la núvia, tradicionalment una vaca i un vadell, que la núvia criara al seu pit. Un procés de negociació acompanya el regal que pot durar setmanes. El dia de noces, ambdues famílies proporcionen animals i altres aliments i els porten a la casa de la núvia. El casament té lloc en una església. Les festivitats després duren diversos dies. La primera nit després del casament la parella queda separada. L'endemà se'n van a la seva pròpia casa.